# Gauklerbrunnen (St. Gallen)
Der Gauklerbrunnen ist eine Brunnenanlage vor dem Kunstmuseum in der Stadt St. Gallen in der Schweiz.

## Geschichte
Mit der Eröffnung des Kunstmuseums 1877 wurde davor ein gusseiserner Springbrunnen installiert, dieser wurde 1943 demontiert. In den 1950er-Jahren bekam der St. Galler Bildhauer und Maler Max Oertli vom Stadtrat den Auftrag, einen neuen Brunnen zu entwerfen. Am 27. Mai 1961 wurde der Gauklerbrunnen mit der bronzenen Plastik in der Mitte eingeweiht.
Seit 2008 ist der Weg, der am Gauklerbrunnen vorbei durch den Stadtpark zum «Frauenpavillon» führt, als Gauklerweg beschildert.

## Figur

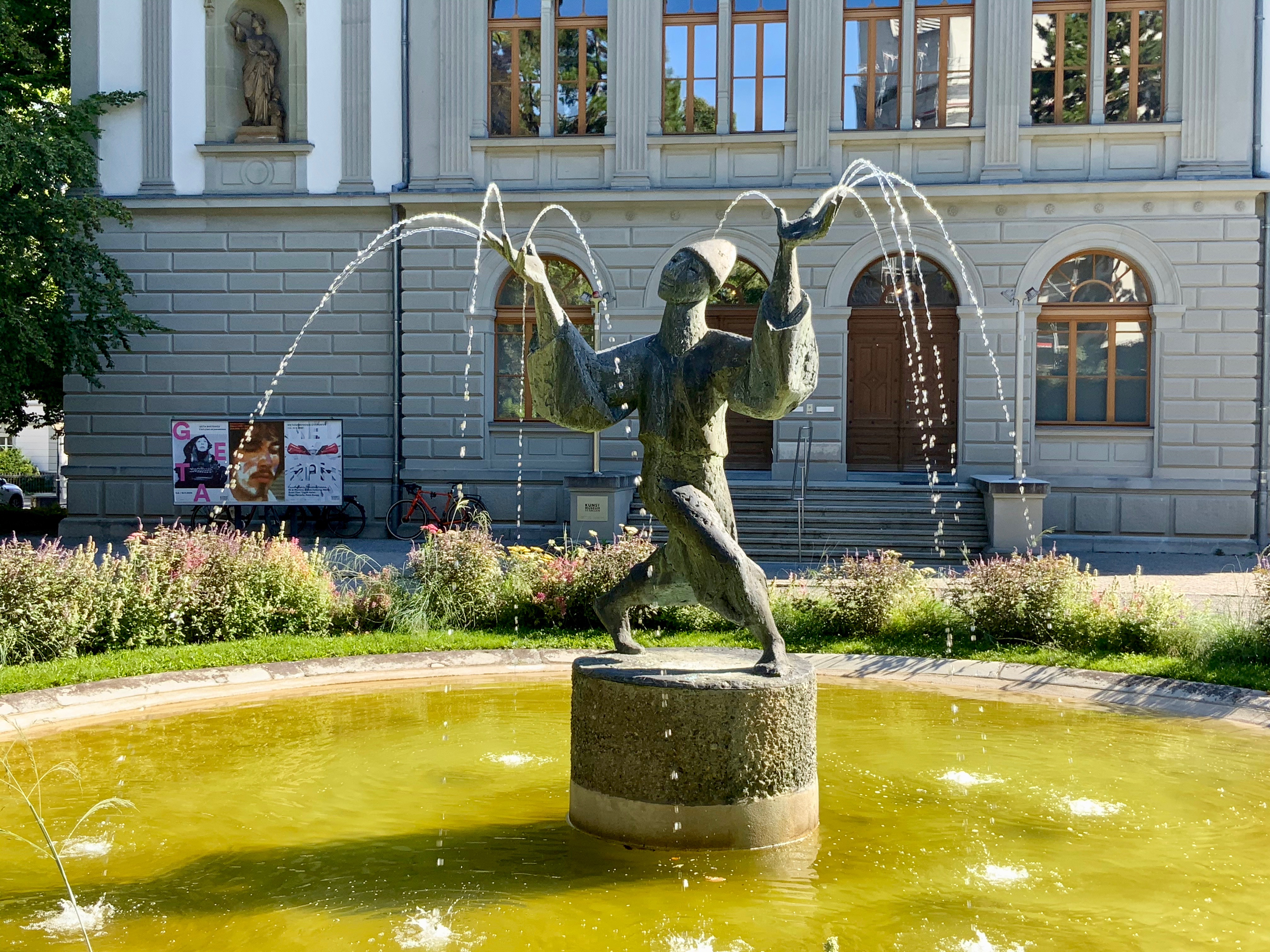
Das Wasser spritzt aus den Fingerspitzen des Gauklers

Mitten in der kreisrunden Brunnenanlage steht auf einem zylindrischen Sockel ein Gaukler in Tanzpose. Aus den Fingern seiner gegen den Himmel gerichteten Hände schiessen – wie aus Zauberhand – die kleinen Wasserfontänen. Die Brunnenplastik wird so zu einem zehnstrahligen Springbrunnen.
Für die Figur des Gauklers liess Oertli sich von einer Balletttänzerin inspirieren, die ihm im Stadtpark Modell stand.
Der 2,3 m grosse Bronzeguss wurde in Mendrisio hergestellt. In der städtischen Baudokumentation war zunächst noch von einem Zauberer die Rede. Die Figur ist «in den zwölf Jahren zwischen Idee und Vollendung vom Zauberer zum Gaukler geworden».